# Leila Guenther
Leila Guenther (Blumenau, 1976) é uma escritora brasileira.
De ascendência paterna alemã e materna japonesa, seu primeiro livro, O Voo Noturno das Galinhas, foi traduzido para o espanhol e publicado no Peru. Participou de diversas antologias. Estreou na poesia com Viagem a um Deserto Interior, obra selecionada para o Programa Petrobras Cultural e finalista do Prêmio Jabuti.

## Obras
- 2006 - O Voo Noturno das Galinhas (Ateliê Editorial) - contos
- 2011 - Este Lado para Cima (Sereia Ca(n)tadora/Babel) - contos
- 2015 - Viagem a um Deserto Interior (Ateliê Editorial) - poesia